# Kórnik (stacja kolejowa)
Kórnik – stacja kolejowa w Szczodrzykowie, w gminie Kórnik, w woj. wielkopolskim, w Polsce, powstała w 1897 roku.

## Ruch pasażerski
| Rok  | Wymiana pasażerska na dobę |
| ---- | -------------------------- |
| 2017 | 150-199                    |
| 2022 | 300-499                    |

W 2019 przy stacji otwarto zintegrowany węzeł przesiadkowy, co było połączone z zakupem niskoemisyjnych autobusów i wybudowaniem ścieżek rowerowych.